# Mar territorial de Argentina
El mar territorial de la República Argentina es el sector del océano sobre el que ejerce soberanía de igual forma que en las aguas internas de su territorio. Se extiende hasta una distancia de 12 millas náuticas (22,2 km) contadas a partir de las líneas de base desde las que se mide su anchura, en consonancia con la Convención del Mar de 1982.

## Definición legal
El mar territorial argentino quedó establecido por la ley n.° 23968 de Espacios Marítimos argentinos, sancionada el 14 de agosto de 1991 y promulgada el 10 de septiembre de ese año, que fija que:

Art. 3.– El mar territorial argentino se extiende hasta una distancia de doce (12) millas marinas a partir de las líneas de base que se establecen en el art. 1 de la presente ley. La Nación Argentina posee y ejerce soberanía plena sobre el mar territorial, así como sobre el espacio aéreo, el lecho y el subsuelo de dicho mar. En el mar territorial se reconoce a los buques de terceros Estados el derecho de paso inocente, siempre que el mismo se practique de conformidad con las normas del derecho internacional y a las leyes y reglamentos que la República Argentina dicte en su condición de Estado ribereño.

En su artículo 1 excluye del mar territorial las aguas consideradas internas del Río de la Plata, el golfo San Matías, el golfo Nuevo y el golfo San Jorge:

(...) quedan incluidas en las líneas de base, las líneas que unen los cabos que forman las bocas de los golfos San Matías, Nuevo y San Jorge, tal cual lo establece el artículo 1 de la Ley Nº 17.094 y la línea que marca el límite exterior del Río de la Plata, según los artículo 1 y 70 del Tratado del Río de la Plata y su Frente Marítimo, del 19 de noviembre de 1973.

Con respecto al Sector Antártico Argentino, sobre el cual la Argentina reclama derechos soberanos, el artículo N.° 1 indica que las líneas de base, y por ende el mar territorial, serán establecidas en el futuro por otra ley. La ley fijó también la extensión del mar territorial alrededor de las islas Malvinas, Georgias del Sur, rocas Clerke, islas Aurora y Sandwich del Sur. El Reino Unido, que las administra, ejerce la jurisdicción sobre el mar territorial en conflicto con Argentina (Cuestión de las islas Malvinas).
De acuerdo al Tratado de Paz y Amistad entre Argentina y Chile de 1984 para la zona desde el punto extremo oriental del canal Beagle hasta el punto más al este de la isla de los Estados, área que corresponde al mar de la Zona Austral, el mar territorial argentino se reduce a 3 millas marinas a los efectos de su relación jurídica con Chile, pero se mantiene en 12 millas en relación con los demás estados.
Para el territorio continental la ley fijó la extensión del mar territorial completamente desde el límite exterior del Río de la Plata hasta el límite con Chile en Lapataia sobre el canal Beagle.

## Antecedentes en el derecho internacional
En el siglo XVII Cornelius van Bynkershoek propuso en sus obras De Dominio Maris y Questiones Juris Publici que los estados ribereños adoptaran un mar territorial equivalente a la «distancia que alcanza un tirón de cañón que se dispare desde la costa». Esta propuesta fue adoptada por muchos países hasta la Conferencia de La Haya de 1930, en donde la Sociedad de Naciones sugirió que se adoptara un mar territorial de «3 millas marinas».
En las Convenciones de Ginebra de 1958 no se logró un consenso entre quienes pretendían 3, 6 y 12 millas marinas. Finalmente la Convención de las Naciones Unidas sobre el Derecho del mar aprobada el 30 de abril de 1982 y en vigor desde el 16 de noviembre de 1994, estableció un mar territorial de «12 millas marinas». Argentina ratificó la convención mediante la Ley N.° 24543 de aprobación de la Convención de las Naciones Unidas sobre el Derecho del Mar promulgada el 17 de octubre de 1995.

## Antecedentes en la legislación argentina

### Código Civil
El mar territorial fue por primera vez determinado en Argentina por la promulgación de la Ley N° 340 (Código Civil) el 29 de septiembre de 1869, mediante el artículo 2340, inciso 1:

(...) son bienes públicos del Estado general o de los Estados particulares: 1) los mares adyacentes al territorio de la República, hasta la distancia de 1 legua marina, medida desde la línea de la más baja marea.

El 22 de abril de 1968 se sancionó la Ley N° 17711, que reformó el Código Civil modificando el artículo N° 2340:

Quedan comprendidos entre los bienes públicos: 1) los mares territoriales «hasta la distancia que determine la legislación especial», independientemente del poder jurisdiccional sobre la zona contigua.

Una nueva reforma fue realizada con la ley N.° 26994 sancionada el 1 de octubre de 2014:

ARTICULO 235.- Bienes pertenecientes al dominio público. Son bienes pertenecientes al dominio público, excepto lo dispuesto por leyes especiales:
 a) el mar territorial hasta la distancia que determinen los tratados internacionales y la legislación especial, sin perjuicio del poder jurisdiccional sobre la zona contigua, la zona económica exclusiva y la plataforma continental. Se entiende por mar territorial el agua, el lecho y el subsuelo;
 b) las aguas interiores, bahías, golfos, ensenadas, puertos, ancladeros y las playas marítimas; se entiende por playas marítimas la porción de tierra que las mareas bañan y desocupan durante las más altas y más bajas mareas normales, y su continuación hasta la distancia que corresponda de conformidad con la legislación especial de orden nacional o local aplicable en cada caso (...)

### Extensión de la soberanía hasta las 200 millas
El 29 de diciembre de 1966 fue promulgado el decreto Ley N° 17094 de extensión del mar argentino hasta 200 millas, sin utilizar la frase «mar territorial»:

Art.1º: La soberanía de la Nación Argentina se extiende al mar adyacente a su territorio hasta una distancia de doscientas millas marinas, medidas desde la línea de las más bajas mareas, salvo en los casos de los golfos San Matías, Nuevo y San Jorge, en que se medirán desde la línea que une los cabos que forman sus boca.

### Mar territorial provincial
La Ley N.° 18502 de la jurisdicción provincial del mar territorial argentino publicada el 7 de enero de 1970 estableció para las provincias marítimas argentinas un mar territorial de «3 millas marinas».

Artículo 1: Las provincias ejercerán jurisdicción sobre el mar territorial adyacente a sus costas, hasta una distancia de 3 millas marinas medidas desde la línea de las más bajas mareas, salvo en los casos de los golfos San Matías, Nuevo y San Jorge, en que se tomarán desde la línea que une los cabos que forman su boca.

Artículo 2: El Estado nacional ejercerá jurisdicción exclusiva sobre el mar territorial argentino a partir del límite indicado en el artículo anterior hasta el máximo fijado en la ley 17.094.

La Ley N° 24145 transfirió a las provincias la propiedad de los yacimientos de hidrocarburos existentes hasta las 12 millas marinas de la línea de base:

ARTICULO 1º.- Transfiérese el dominio público de los yacimientos de hidrocarburos del Estado Nacional a las Provincias en cuyos territorios se encuentren, incluyendo los situados en el mar adyacente a sus costas hasta una distancia de Doce (12) millas marinas medidas desde las líneas de base reconocidas por la legislación vigente (...)

La Ley Federal de Pesca N° 24922 sancionada el 9 de diciembre de 1997 derogó expresamente la ley N.° 18502 y estableció:

ARTICULO 3°- Son del dominio de las provincias con litoral marítimo y ejercerán esta jurisdicción para los fines de su exploración, explotación, conservación y administración, a través del marco federal que se establece en la presente ley, los recursos vivos que poblaren las aguas interiores y mar territorial argentino adyacente a sus costas, hasta las doce (12) millas marinas medidas desde las líneas de base que sean reconocidas por la legislación nacional pertinente.
 ARTICULO 4°- Son de dominio y jurisdicción exclusivos de la Nación, los recursos vivos marinos existentes en las aguas de la Zona Económica Exclusiva argentina y en la plataforma continental argentina a partir de las doce (12) millas indicadas en el artículo anterior (...)

## Plataforma Continental Argentina
La Plataforma Continental de Argentina abarca un área aún mucho más extensa que la previamente definida para el Mar Territorial ya que se trata del lecho y subsuelo de las áreas submarinas que se extienden más allá de su mar territorial hasta el límite definido por la presentación que ese país hizo el 21 de abril de 2009 ante la Comisión de Límites de la Plataforma Continental de las Naciones Unidas y aceptada por esta última el 27 de marzo de 2016.  De este modo, en total la plataforma continental que integra el territorio argentino suma 6 581 500 km².